# Arisarum simorrhinum
Arisarum simorrhinum Durieu es una especie de planta fanerógama de la familia de las aráceas.

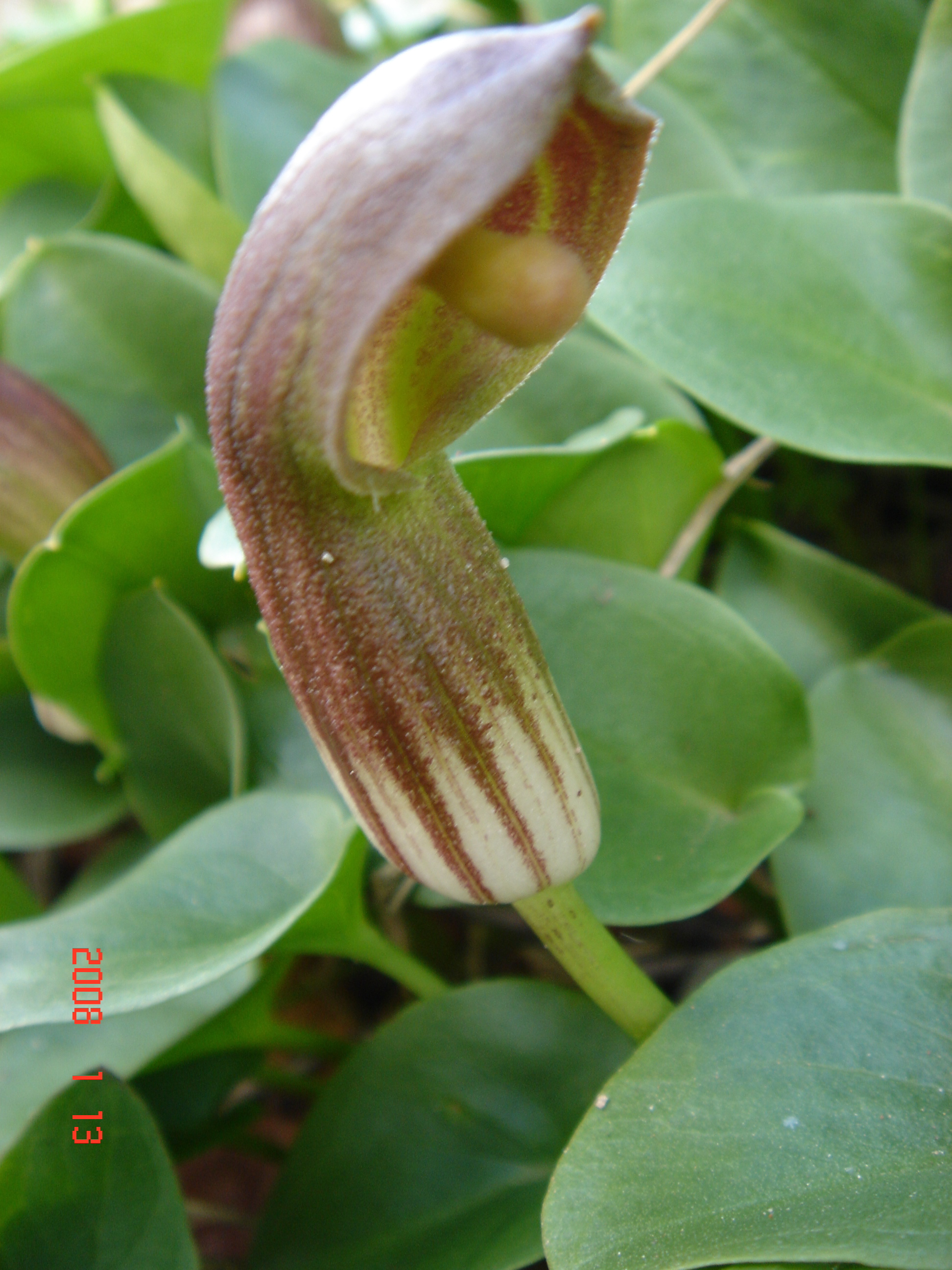
Detalle de la espata

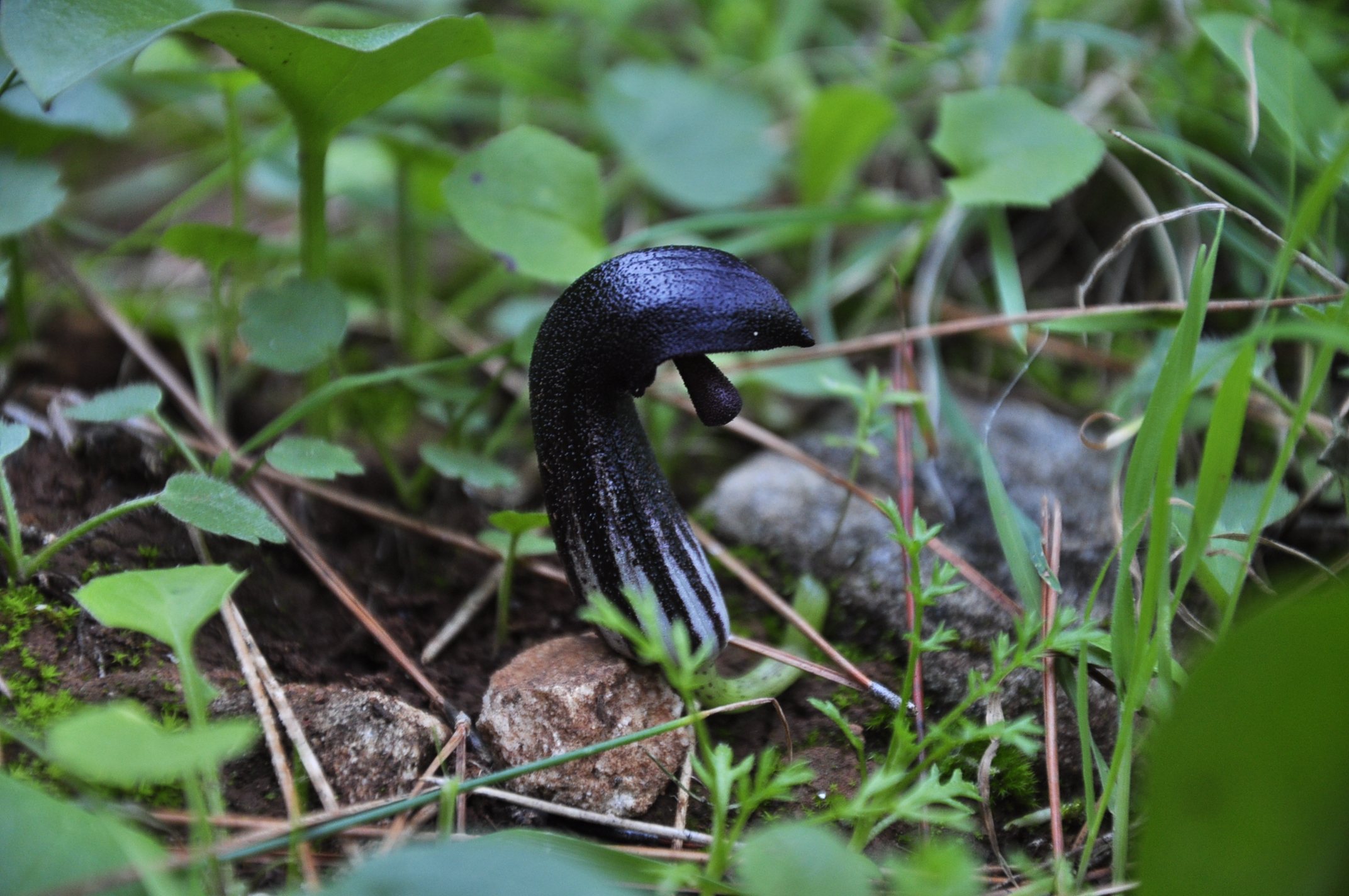
Detalle

## Características generales
Hierba perenne, glabra con rizoma en estado vegetativo y con tubérculos en el reproductor. Hojas sagitadas o cordadas, con peciolo a veces teñido de violeta. Pedúnculo más corto que el peciolo, frecuentemente incurvo. Tubo de la espata generalmente inflado en la parte inferior, pardo claro o blanquecino, intensamente teñido de rojo en los nervios y con numerosas manchas rojas internervales; limbo cuculado, generalmente mucronado, con margen rojizo-violáceo. Espádice con 2-10 flores masculinas contiguas a las femeninas; parte estéril arqueada hacia la mitad superior, capitada, incluida o exerta. 
Florece de noviembre a febrero; fructifica de marzo a mayo.

## Hábitat
El arisaro está presente en roquedos y suelos arcillosos bajo el olivar y florece de febrero a mayo.

## Distribución general
Se distribuye por las áreas templadas de la Península ibérica, Noroeste de África y Sur de Francia.

## Principios activos y usos medicinales
Los principios activos presentes en algunos órganos de esta planta aún no se conocen muy bien, pero entre ellos destaca la coniína. El arisaro es aparentemente útil como estimulante (rizoma) y tiene también un efecto diurético (raíz). Los emplastes de hojas parece ser que tienen cierto poder emoliente sobre las heridas. En cualquier caso, es necesario manejar la planta con cuidado porque estos principios activos son también tóxicos, se han dado casos de intoxicaciones por ingerir esta planta, debido a su llamativa forma y color.

## Curiosidades
En la Provincia de Córdoba crecen dos variedades, la típica, presente en los roquedos calizos del norte y Subbéticas, y la variedad clusii, característica de los suelos arcillosos de la Vega y la Campiña Baja.

## Taxonomía
Arisarum simorrhinum fue descrita por Michel Charles Durieu de Maisonneuve y publicado en Revue de Botanique, Bulletin Mensuel 1: 360. 1845.
Etimología
Arisarum: nombre genérico que deriva de "arista", por el espádice de la inflorescencia y "arum", la espata o vaina que protege la inflorescencia. 
simorrhinum: epíteto latino que procede de "simios", "mono" y "rhinos", "morro", por la forma del espádice. 
Sinonimia
- Arisarum clusii Schott
- Arisarum hastatum Pomel
- Arisarum subexertum Webb & Berthel.
- Arisarum tingitanum Schott
- Arisarum vulgare subsp. exsertum Maire & Weiller
- Arisarum vulgare subsp. subexertum (Webb & Berthel.) G.Kunkel
- Arisarum vulgare subsp. transiens Maire & Weiller[2]

## Nombres comunes
- Castellano: candil, candileja, candilejas, candilera, candiles, mata del candil.[3]